# Urbano Ortega
Urbano Ortega (Beas de Segura, 22 de dezembro de 1961) é um ex-futebolista profissional espanhol que atuava como meia.

## Carreira
Urbano Ortega se profissionalizou no Espanyol.

## Seleção
Urbano Ortega integrou a Seleção Espanhola de Futebol nos Jogos Olímpicos de 1980, em Moscou.

## Títulos
Barcelona
- La Liga: 1984–85, 1990–91
- Copa del Rey: 1982–83, 1987–88, 1989–90
- Supercopa de España: 1983
- Copa de la Liga: 1983, 1986
- UEFA Cup Winners' Cup: 1988–89